# Conus sewalli
Espèce
Conus sewalli est une espèce fossile de mollusques gastéropodes marins de la famille des Conidae.

## Description
La taille de la coquille varie entre 17 mm et 44 mm.

## Distribution
Cette espèce marine est seulement trouvée comme fossile dans le Néogène de la République dominicaine.

## Taxonomie

### Publication originale
L'espèce Conus sewalli a été décrite pour la première fois en 1917 par la malacologiste américaine Carlotta Joaquina Maury (1874-1938) dans « Bulletins of American Paleontology »,.